# Distrikt Palcamayo
Der Distrikt Palcamayo liegt in der Provinz Tarma in der Region Junín in Zentral-Peru. Der Distrikt wurde am 3. Oktober 1904 gegründet. Er besitzt eine Fläche von 168 km². Beim Zensus 2017 wurden 3659 Einwohner gezählt. Im Jahr 1993 lag die Einwohnerzahl bei 6351, im Jahr 2007 bei 8295. Sitz der Distriktverwaltung ist die 3339 m hoch gelegene Kleinstadt Palcamayo mit 2069 Einwohnern (Stand 2017). Palcamayo befindet sich 16,5 km nordwestlich der Provinzhauptstadt Tarma.

## Geographische Lage
Der Distrikt Palcamayo liegt am Westrand der peruanischen Zentralkordillere zentral in der Provinz Tarma. Der Río Palcamayo, ein linker Nebenfluss des Río Tarma, durchquert den Distrikt in östlicher Richtung.
Der Distrikt Palcamayo grenzt im Süden an den Distrikt La Unión, im Westen an den Distrikt San Pedro de Cajas, im Nordosten an den Distrikt Huasahuasi sowie im Südosten an den Distrikt Acobamba.

## Ortschaften
Im Distrikt gibt es neben dem Hauptort folgende größere Ortschaften:
- Ochonga (241 Einwohner)